# Guiraoa arvensis
Guiraoa arvensis là một loài thực vật có hoa trong họ Cải. Loài này được Coss. mô tả khoa học đầu tiên năm 1851.